# Gmina Marija Bistrica
Gmina Marija Bistrica (chorw. Općina Marija Bistrica) – gmina w Chorwacji, w żupanii krapińsko-zagorskiej. W 2011 roku liczyła 5976 mieszkańców.